# Konrad von Salzwedel (biskup pomorski)
Konrad I von Salzwedel (ur. w 1130, zm. 2 marca 1186) – duchowny rzymskokatolicki, biskup pomorski.

## Biografia
W 1163 został ustanowiony biskupem pomorskim przez papieża Aleksandra III. Brak informacji kiedy i od kogo otrzymał sakrę biskupią. Podczas najazdu Pomorza przez króla duńskiego Waldemara I schronił się na Uznamie. Z powodu zniszczenia Wolina w wojnach w 1170 i w 1173, który był ówcześnie siedzibą diecezji pomorskiej, przeniósł stolicę biskupstwa do Kamienia Pomorskiego.